# YMCA (曲)
「Y.M.C.A.」とは、アメリカ合衆国のディスコグループであるヴィレッジ・ピープル（Village People）が1978年にカサブランカ・レコードからリリースしたディスコソングのシングル。作曲はジャック・モラリ、作詞はアンリ・ベロロとヴィクター・ウィリス。

## 解説
「Y.M.C.A.」（Young Men's Christian Association）とは、キリスト教青年会による若者（主に男性）のための宿泊施設のことを指す。しかし、ここにはユースホステルのようなドミトリー（相部屋）の部屋もあったため「ゲイの巣窟」とされ、「Y.M.C.A.」はゲイを指すスラングとしても用いられた。ヴィレッジ・ピープルは、もともとゲイをコンセプトにメンバーが集められた。こういう経緯もあってか歌詞は表向きは悩める青少年に仲間と出会い自分を変える場としてのYMCAの魅力を説き、一方でダブルミーニング的にゲイをイメージすることも可能な内容となっている。

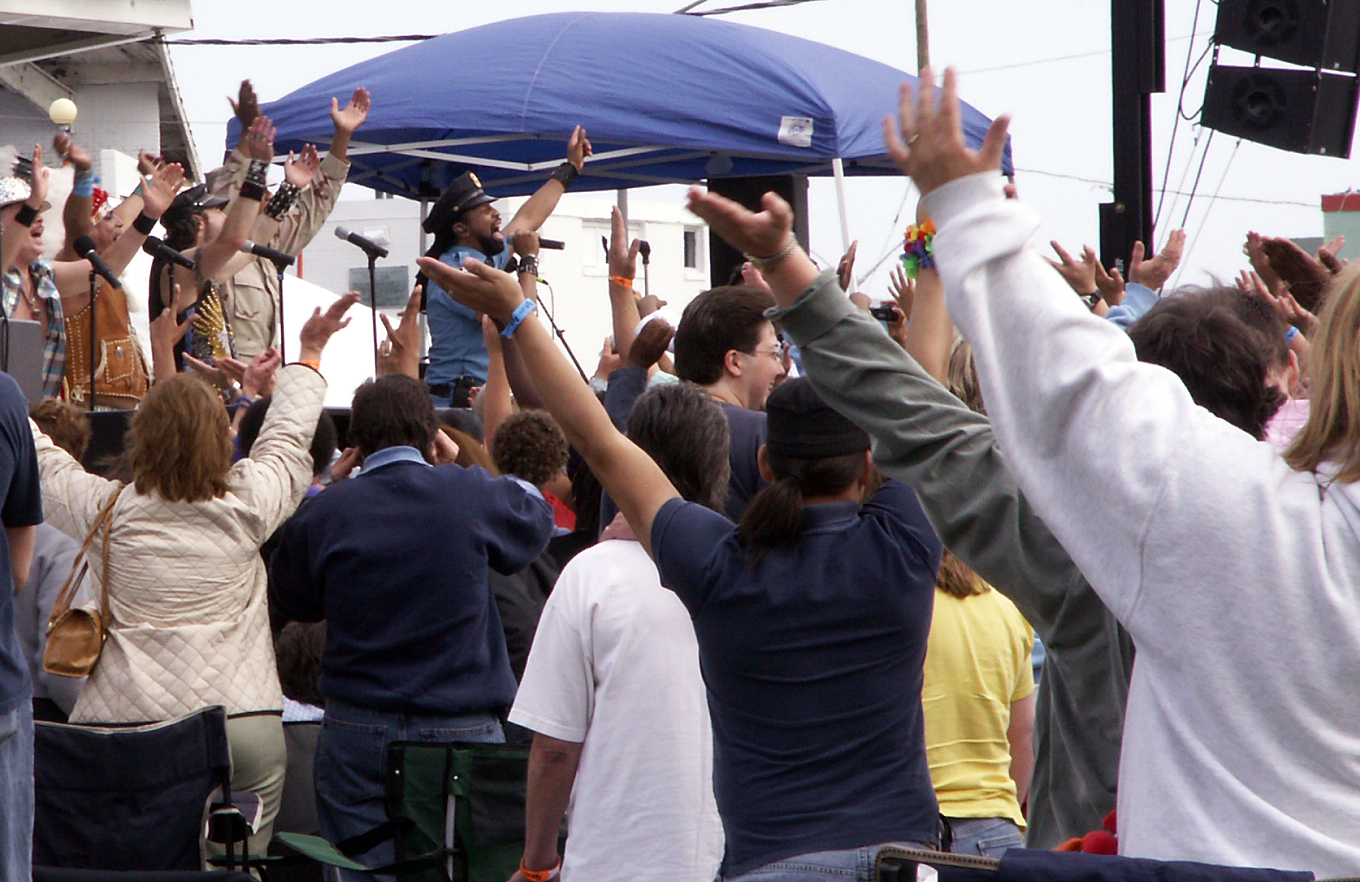
屋外ライブでヴィレッジ・ピープルのメンバーとともに振付を行う観客

しかし70年代においてゲイをコンセプトとした曲ながら高い人気を獲得し、ビルボード（Billboard）誌では、1979年2月3日に週間ランキング最高位の第2位を獲得。ビルボード誌1979年年間ランキングは第2位。全世界でのシングル売上は1000万枚を超えた大ヒット曲で、ビルボード誌の集計では、ヴィレッジ・ピープル最大のヒット曲である。
日本でもオリコン洋楽チャートで1979年1月22日付から10週連続1位を獲得し、公称50万枚、オリコンでは30万枚のセールスを記録した上に、1979年2月21日に西城秀樹がカヴァー曲『YOUNG MAN (Y.M.C.A.)』を発売し、公称140万枚、オリコンでは80万枚を超すセールスを記録した。また、同年4月5日放送の「ザ・ベストテン」では、同曲が9999点をマークして第1位を獲得している。

## 振付

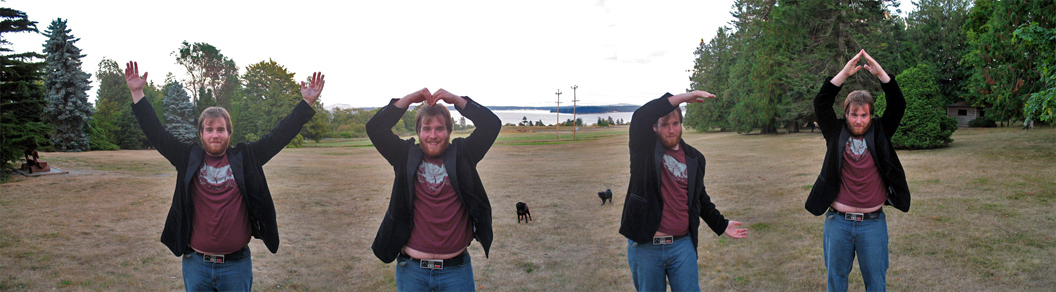
「Y」「M」「C」「A」を全身で表現したときの図

元々発売時には核となる振り付けは存在せず、ヴィレッジ・ピープルは来日時に『夜のヒットスタジオ』等に出演した際には、一般的なディスコ・ダンス風の振り付けで唄っていた。
現在に至るまで様々な場所で使用されている両手で「Y」、「M」、「C」、「A」の4文字を表現する振付は、西城秀樹の日本版カヴァー曲『YOUNG MAN (Y.M.C.A.)』からの逆輸入であり、振付は西城の振付を長年にわたり手がけた一の宮はじめによる。
本家アメリカではテレビ司会者であるディック・クラークが自身が司会を担当する音楽番組「アメリカン・バンドスタンド」で初めて行われたと語っている。ヴィレッジ・ピープルがゲストだった1979年1月6日の同番組において、演奏中に観客の一部が行っているのがみられ、またリードボーカルのヴィクター・ウィリスもその振り付けを練習していた。この振り付けは西城秀樹のものと違い、「M」は頭の上ではなく胸の前で作っている。
現在ではライブでヴィレッジピープルのメンバーが観客に対して振付のレクチャーを行うことが恒例になっており、実際に殆どの観客がこの振付を行う。なお、ヴィレッジ・ピープルのメンバー自体は歌唱中にこの振付を行うことは稀で、例外的に2008年にニューヨーク・旧ヤンキー・スタジアムで行われたMLBオールスターゲームでヴィレッジ・ピープルがゲストで招かれた時には、この年限りで取り壊される旧ヤンキー・スタジアムにて長らくYMCAのパフォーマンスが親しまれたことから、メンバーも振り付きで歌っている。

## 日本でのカヴァー
- 1979年に西城秀樹が「YOUNG MAN (Y.M.C.A.)」を発売。
- 1979年にゴールデンハーフ・スペシャルが英語詞でカバー。シングル「ギラ!」のB面に収録。
- 1993年にはさくらさくらが「Stop! Stop! Aids!!」のタイトルでカバー（チャリティ企画シングル）。歌詞は最初の1行だけ西城と同じで、以降は完全にオリジナル。「A」「I」「D」「S」で合いの手に「Stop!」が入る。
- 2002年には直訳ロックで有名になった王様が『村人伝説』と題したミニアルバムをリリースし、曲名を「キリスト教青年会」と訳して歌った。なお、同CDにはヴィレッジ・ピープルの他のヒット曲"Macho Man"が「ムキムキさん」、"Go West"が「上京」と訳され収録されている。
- 2006年にはレイザーラモンHGが、西城と同名タイトルの「YOUNG MAN (Y.M.C.A.)」としてカバーした。歌詞はHG本人によるもので、訳詞というよりも替え歌に近いものがある。
- 山崎弘也（アンタッチャブル）が、『リチャードホール』（フジテレビ）でコントのキャラクター・下衆ヤバ夫として歌っている。ほとんど全て替え歌だった。西城と同名タイトルの「YOUNG MAN (Y.M.C.A.)」でカバーした。
- 2016年に発売されたBOYS AND MENのアルバム『威風堂々〜B.M.C.A.〜』に、歌詞がリアレンジされた「ヤングマン〜B.M.C.A.〜」が収録されている。
- 西城と同じ歌詞でカバーした歌手については、YOUNG MAN (Y.M.C.A.)#カバーを参照。

## この曲が使用されるもの
- トリノオリンピック開会式

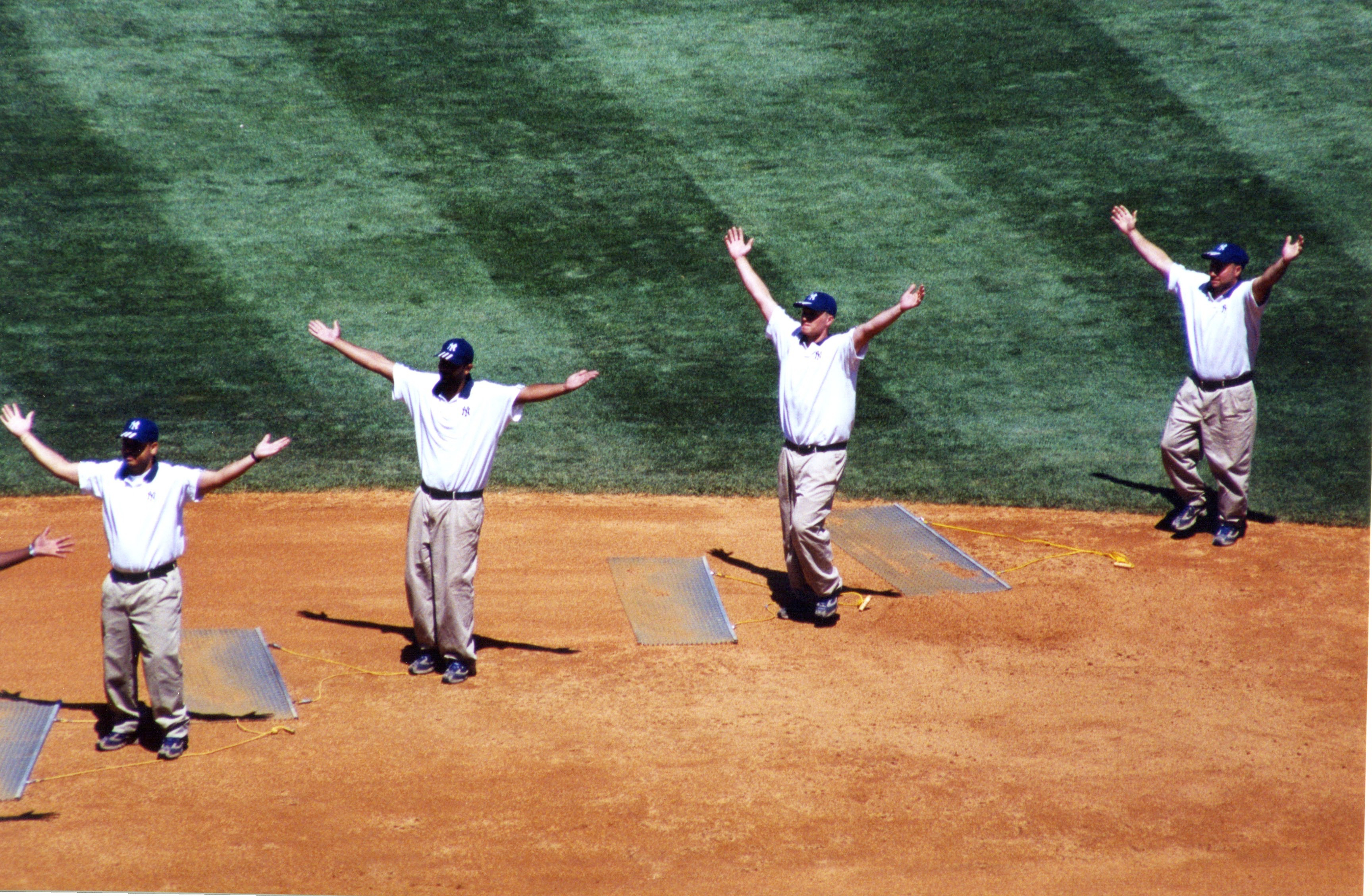
ヤンキースタジアムでYMCAを踊るグラウンドキーパー

- ドナルド・トランプ元大統領の選挙運動。ヴィレッジ・ピープルのヴィクター・ウィリスは2020年に不快感を示していたが、[4]2025年、2回目の大統領就任式の日にはメンバー全員でトランプと共に集会の壇上へと上がった[5]。
- アメリカメジャーリーグベースボール、ニューヨーク・ヤンキース（ヤンキー・スタジアムのグラウンドキーパーが5回終了時、この曲をバックに踊るショーが行われる）
- 2010年に松井秀喜が出演するキリンビバレッジFIREのCMソングとして使用された。このCMのうちの一つは上記のヤンキースのグラウンドキーパーのパフォーマンスをモチーフにしている。2010年は松井がロサンゼルス・エンゼルス・オブ・アナハイムに所属していたため、舞台はエンゼル・スタジアム・オブ・アナハイムとなっている。
- 北海道日本ハムファイターズ主催試合（5回終了時にこの曲とともにグラウンド整備が行われ、その間にマスコットガールが踊り、さらに東京ドームに限り最後にはグラウンドキーパーもトンボを持って踊りに参加する。提携相手だったヤンキースを真似たもの）。
- 2004年7月2日にインドネシアのジャカルタで開催された、東南アジア諸国連合（ASEAN）地域フォーラム閉幕後の夕食会における「隠し芸大会」で、コリン・パウエル国務長官（当時）が、ヴィレッジ・ピープルのメンバーの1人の衣装でもある建設現場の作業着とヘルメット姿で「Y.M.C.A.」を歌った。
- 横浜DeNAベイスターズ主催試合 5回裏終了時のダンスコンテスト
- 新潟アルビレックス主催試合
- 滋賀レイクスターズホームゲーム
- 中央競馬第4回、第5回東京新馬戦本馬場入場（2007年まで）
- KONAMI・超大型マスメダルプッシャーゲームGRAND CROSS「PREMIUM MODE」中のBGM（メダル獲得枚数が3000枚を超えると全サテライトにBGMが流れる）
- TBSテレビのドラマ「家路」では、香港の歌手ジョージ・ラム（林子祥）が歌う広東語ヴァージョンが劇中で体操用の曲として使用され、歌い出しの「YOUNG MAN」の部分で歌われる「兄弟」（hing1dai6）の発音が日本語の「ヘンタイ」のように聞こえるため、このヴァージョンは「ヘンタイ体操」の通称で呼ばれた。この体操にはタモリがフィーチャーされている。
- サンリオのキャラクター、バッドばつ丸の持ち歌である（サンリオピューロランドなどで披露）。
- NAHAマラソンコース上の嘉数交差点付近にて応援の一環として用いられている[6]。
- ギネス記録「ウォーリーを探せ」で使われた。
- 西城のバージョンで使用される場合はYOUNG MAN (Y.M.C.A.) #この曲が主に使用されるものを参照。